# Anton Lindblad
Anton Lindblad (* 28. Oktober 1990) ist ein ehemaliger schwedischer Skilangläufer.

## Werdegang
Lindblad trat bis 2010 bei den Junioren an. Von 2010 bis 2019 nahm er vorwiegend am Skilanglauf-Scandinavian-Cup teil. Dabei erreichte er im Dezember 2011 in Vuokatti mit dem dritten Platz über 3,75 km Freistil seine einzige Podestplatzierung. Sein erstes Weltcuprennen lief er im November 2010 in Gällivare, welches er mit dem 86. Platz über 15 km Freistil beendete. Im Dezember 2011 holte er in Düsseldorf mit dem 28. Platz im Sprint seine ersten Weltcuppunkte. Bei der Tour de Ski 2012/13 erreichte er den 55. Platz in der Gesamtwertung. Seine beste Weltcupplatzierung belegte er im Januar 2014 in Nové Město na Moravě mit dem neunten Rang im Sprint. Bei der Nordic Opening 2014 in Lillehammer errang er den 48. und bei der Nordic Opening 2015 in Ruka den 53. Platz. Letztmals im Weltcup startete er im März 2018 beim Weltcup-Finale in Falun, wobei er den 54. Platz errang.

## Weltcup-Statistik
Die Tabelle zeigt die erreichten Platzierungen im Einzelnen.
- 1.–3. Platz: Anzahl der Podiumsplatzierungen
- Top 10: Anzahl der Platzierungen unter den ersten zehn
- Punkteränge: Anzahl der Platzierungen innerhalb der Punkteränge
- Starts: Anzahl gelaufener Rennen in der jeweiligen Disziplin
- Hinweis: Bei den Distanzrennen erfolgt die Einordnung gemäß FIS.

| Platzierung         | Distanzrennen a | Distanzrennen a | Distanzrennen a | Distanzrennen a | Distanzrennen a | Skiathlon Verfolgung | Sprint | Etappen- rennen b | Gesamt | Team c | Team c  |
| Platzierung         | ≤ 5 km          | ≤ 10 km         | ≤ 15 km         | ≤ 30 km         | > 30 km         | Skiathlon Verfolgung | Sprint | Etappen- rennen b | Gesamt | Sprint | Staffel |
| ------------------- | --------------- | --------------- | --------------- | --------------- | --------------- | -------------------- | ------ | ----------------- | ------ | ------ | ------- |
| 1. Platz            |                 |                 |                 |                 |                 |                      |        |                   |        |        |         |
| 2. Platz            |                 |                 |                 |                 |                 |                      |        |                   |        |        |         |
| 3. Platz            |                 |                 |                 |                 |                 |                      |        |                   |        |        |         |
| Top 10              |                 |                 |                 |                 |                 |                      | 1      |                   | 1      | 2      |         |
| Punkteränge         | 1               |                 | 3               |                 |                 | 1                    | 7      |                   | 12     | 3      | 2       |
| Starts              | 2               | 5               | 16              | 1               | 2               | 13                   | 26     | 5                 | 70     | 3      | 2       |
| Stand: Karriereende |                 |                 |                 |                 |                 |                      |        |                   |        |        |         |